# Kritias (Sohn des Dropides)
Kritias (griechisch Κριτίας), Sohn des Dropides und Neffe des älteren Kritias, war im frühen 6. Jahrhundert v. Chr. ein bekannter Athener. Laut Platon, seinem Ur-Ur-Urenkel, wurde das Geschlecht des Kritias „durch Anakreons, durch Solons und anderer Dichter Gesänge angepriesen.“ Seine Lebensdaten sind praktisch unbekannt, ebenso wie seine politischen oder sonstigen Leistungen.